# Des odeurs
Pour les articles homonymes, voir Odeur (homonymie).
Des odeurs (en grec ancien Περί Ὀδμῶν) est un ouvrage écrit par  Théophraste au cours du IVe siècle av. J.-C., consacré à l’étude des parfums et des plantes aromatiques. L'ouvrage, qui comprend soixante-neuf sections, est considéré comme le livre VIII du De causis plantarum.
Le livre Des odeurs présente la description et l'étiologie des propriétés odoriférantes, les techniques de l’art des parfums ainsi que les usages médicinaux et domestiques des substances aromatiques.

## Éditions
- (la) Adrianus Turnebus, ed., Theophrasti libellus De odoribus, ab Adriano Turnebo Latinitate donatus, et scholiis atque annotationibus illustratus, Lutetiae: Michaël Vascosanus, 1556 Texte sur Internet Archive Texte sur Digitale Bibliothek/Münchener Digitalisierungzentrum.
- J. de l'Estrade, Theophraste des Odeurs, mis de grec en nostre langue françoyse, avec annotations des lieux plus notables et difficiles avec l’histoire de quelques plantes., Paris, Guillaume Guillard, 1556 (lire en ligne)
- Béatrice Duval, Edition, traduction et commentaire du "De Odoribus" de Théophraste d'Erésos (thèse de doctorat), Université Paris-Sorbonne, 2008
- (en) Arthur F. Hort, ed., Theophrastus: Enquiry into Plants and minor works on odours and weather signs - Volume 79 de The Loeb Classical Library, Heineman, 1916 (ISBN 9780434990795) Texte sur Internet Archive .
- (de) Ulrich Eigler, Georg Wöhrle, ed., Theophrast De odoribus. : Edition, übersetzung, Kommentar (Beiträge zur Altertumskunde), Stutgardiae: Teubner, 1er janvier 1993 (ISBN 978-3519074861).
- (en) « Concerning Odours (De odoribus by  Theophrastus as published in Vol. II of the Loeb Classical Library edition of the Enquiry into Plants, 1926 », sur penelope.uchicago.edu, 1926 (consulté le 17 février 2020).